# Eosanthe
Eosanthe es un género monotípico de plantas con flores perteneciente a la familia de las rubiáceas. Incluye una sola especie: Eosanthe cubensis Urb. (1923), que es nativa del este de Cuba.

## Taxonomía
El género fue descrito por el botánico alemán, especialista en la flora de América tropical: Ignatz Urban y publicado en Symbolae Antillanae seu Fundamenta Florae Indiae Occidentalis 9: 162, en el año 1923. 